# Karangsono (Wonorejo)
Karangsono is een bestuurslaag in het regentschap Pasuruan van de provincie Oost-Java, Indonesië. Karangsono telt 4282 inwoners (volkstelling 2010).